# Parectromoidella acaciae
Parectromoidella acaciae is een vliesvleugelig insect uit de familie Encyrtidae. De wetenschappelijke naam is voor het eerst geldig gepubliceerd in 1931 door Girault.